# Дом за децу и омладину ометену у развоју
Дом за децу и омладину ометену у развоју је институција која обезбеђује деци и омладини умерене, теже и тешке или вишеструке менталне ометености у развоју (или оболелој од аутизма) одговарајуће облике васпитања, образовања, оспособљавања за рад у складу са психофизичким способностима као и ублажавање или отклањање последица у развоју, радно ангажовање под посебним условима и потпуно и трајно образовање, негу, заштиту, исхрану и сл. Дом за децу и омладину ометену у развоју може да формира радионице под посебним условима и да радно ангажује оспособљене кориснике под стручним надзором. У оквиру ових установа може да се организује и петодневни и дневни боравак деце ометене у развоју.